# Кусково (станція)
Кусково (рос. Кусково) — залізнична станція Горьківського напрямку МЗ у Москві, лінії МЦД-4 Московських центральних діаметрів, за 10 км від Москва-Пасажирська-Курська.
Час руху від Москва-Пасажирська-Курська — близько 15 хвилин. Названа за однойменним історичним районом Москви. Поруч зі станцією розташовано садиба Кусково та лісопарк Кусково.

## Опис
Кусково — велика дільнична вузлова станція другого класу. Станція сполучена сполучною колією зі станцією Перово Казанського напрямку. Крім того, станція обслуговує прилеглу промзону № 55 «Перово».
У межах станції розташовано два зупинних пункти для приміських електропоїздів — однойменна платформа Кусково, а також платформа Новогіреєво. На платформах мають зупинку тільки частина приміських поїздів, поїзди далекого прямування зупинок не здійснюють, частина експресів мають зупинку на Новогіреєво
На зупинному пункті Кусково єдина пасажирська платформа, поєднана пішохідним містком з промзоною на північ від станції та Кусковського лісопарку на південь від станції. Не обладнана турнікетами. Квиткові каси працюють до 19.00. Наземний транспорт не під'їжджає до цієї платформи.